# هربرت (مرد خانواده)
هربرت (به انگلیسی: Herbert) نام یک شخصیت خیالی در مجموعه پویانمایی مرد خانواده است. مایک هنری به جای این شخصیت صحبت می‌کند.

## ویژگی‌ها
او یک بازنشسته ارتش ایالات متحده امریکا است که در جنگ جهانی دوم نیز خلبان بوده ویک همجنس‌گرای پدوفیل منحرف است.